# I Wanna Dance with Somebody (Who Loves Me)
I Wanna Dance with Somebody (Who Loves Me) è un singolo della cantante Whitney Houston, pubblicato il 2 maggio 1987 ed è il primo singolo ad essere estratto dal suo secondo album, Whitney.
Con oltre 18 milioni di copie vendute nel mondo, si tratta del secondo singolo di maggior successo della cantante, e ha raggiunto la vetta delle classifiche in 18 paesi.
Nel 2025 il brano è stato certificato dalla RIAA, 8 volte disco di platino con vendite di oltre 8 milioni di copie solo negli Stati Uniti.

## Descrizione
Il brano è stato scritto da George Merrill e Shannon Rubicam del gruppo Boy Meets Girl, che aveva precedentemente collaborato con la Houston nel singolo numero uno "How Will I Know". Merrill fece pervenire la cassetta con il demo del brano a Clive Davis, dirigente dell'etichetta della Houston, a cui piacque il brano e lo fece registrare immediatamente a Whitney Houston. Se a Davis non fosse piaciuto il brano, Merrill e Rubicam l'avrebbero registrato loro stessi come "Boy Meets Girl". In questo brano, Whitney conferma la sua estensione vocale raggiungendo un do in registro sopracuto (C6).
Il singolo debutta in vetta alla classifica dei singoli Billboard Hot 100 il 27 giugno 1987, contemporaneamente con l'album Whitney, anch'esso in cima alla classifica degli album, dove rimase per tre settimane. Il brano diventa un hit in tutto il mondo, il più grande nella carriera della Houston fino a quel momento. È soprattutto grazie a "I Wanna Dance with Somebody (Who Loves Me)", che la Houston diventa una delle cantanti più popolari al mondo.

## Riconoscimenti
- 1988: Grammy Award come "Miglior interpretazione vocale pop femminile"
- 1988: American Music Award come "Miglior singolo pop/rock"
- 1988: Garden State Music Awards "Miglior video musicale"
- 2021: Il brano è stato posizionato al 231º posto tra I 500 migliori brani musicali secondo Rolling Stone.[14]
- 2023: Il brano è stato posizionato al 1º posto nella lista dei 500 migliori brani musicali pop di tutti i tempi secondo Billboard.[15]

## Tracce
- US 12" vinyl single (Version 1)

1. "I Wanna Dance with Somebody (Who Loves Me)" (12" remix) ― 8:33
2. "I Wanna Dance with Somebody (Who Loves Me)" (single version) ― 4:52
3. "I Wanna Dance with Somebody (Who Loves Me)" (12" remix radio edit) ― 4:51
4. "I Wanna Dance with Somebody (Who Loves Me)" (dub mix) ― 6:48
5. "I Wanna Dance with Somebody (Who Loves Me)" (a cappella) ― 5:18

- US 12" vinyl single (Version 2)

1. "I Wanna Dance with Somebody (Who Loves Me)" (12" remix) ― 8:33
2. "I Wanna Dance with Somebody (Who Loves Me)" (single version) ― 4:52
3. "I Wanna Dance with Somebody (Who Loves Me)" (dub mix) ― 6:48
4. "I Wanna Dance with Somebody (Who Loves Me)" (a cappella mix) ― 5:18
5. "Moment of Truth" ― 4:38

- UK 7" vinyl single

1. "I Wanna Dance with Somebody (Who Loves Me)" ― 4:52
2. "Moment of Truth" ― 4:39

- UK 5" maxi-CD single

1. "I Wanna Dance with Somebody (Who Loves Me)" (12" remix) ― 8:32
2. "Moment of Truth" ― 4:36
3. "I Wanna Dance with Somebody (Who Loves Me)" (dub mix) ― 6:48

- US 5" promo maxi-CD single

1. "I Wanna Dance with Somebody (Who Loves Me)" (single version) ― 4:52
2. "I Wanna Dance with Somebody (Who Loves Me)" (12″ remix radio edit) ― 4:51
3. "I Wanna Dance with Somebody (Who Loves Me)" (12" remix) ― 8:36

## Classifiche
| Classifica (1987-2012) | Posizione massima |
| ---------------------- | ----------------- |
| Australia              | 1                 |
| Austria                | 3                 |
| Belgio (Vallonia)      | 1                 |
| Canada                 | 33                |
| Francia                | 15                |
| Germania               | 1                 |
| Giappone               | 58                |
| Italia                 | 1                 |
| Norvegia               | 1                 |
| Paesi Bassi            | 1                 |
| Regno Unito            | 1                 |
| Spagna                 | 26                |
| Stati Uniti            | 1                 |
| Svezia                 | 1                 |
| Svizzera               | 1                 |

## Cover
- Nel 2008 il singolo viene registrato come cover dalla cantante e attrice Ashley Tisdale.
- Nel 2012 la cantante italiana Giorgia Todrani interpreta la cover del brano in più tappe del suo Dietro le apparenze Tour 2012.
- Nel 2012 il cast della serie televisiva Glee ha realizzato una cover del brano.
- Nel 2020 il gruppo musicale alternative metal Sleep Token interpreta la cover del brano nell'edizione deluxe dell'album Sundowning.